# 노스맨
《노스맨》(영어: The Northman)은 2022년 개봉한 서사, 역사, 액션 드라마 영화이다. 로버트 에거스 감독이 연출하고, 아이슬란드 시인 숀과 함께 각본을 쓴다. 《햄릿》의 모티브가 되기도 했던 북유럽의 암레트(Amleth) 설화를 바탕으로 한다.

## 줄거리
서기 895년, 아우르반딜 왕은 흐라픈세이 섬으로 돌아와 아내 구드룬 왕비와 후계자 암레트 왕자와 재회한다. 암레트의 왕위 계승을 준비하기 위해, 아버지와 아들은 아우르반딜의 광대 헤이미르가 주관하는 의식에 참여한다. 헤이미르는 암레트에게 그의 운명은 정해져 있으며 피할 수 없다고 말하고, 암레트는 아우르반딜이 살해당할 경우 수치 속에서 살기보다는 아버지를 복수하겠다고 맹세한다. 다음 날 아침, 암레트의 사생아 삼촌 피욀니르가 궁정 쿠데타를 일으켜 아우르반딜의 목을 베고, 힐포트를 약탈하며 구드룬을 데려간다. 암레트는 피욀니르의 암살자들을 간신히 피해 배를 타고 도망치며 복수를 맹세한다.
몇 년 후, 성인이 된 암레트는 바이킹 무리의 울프헤드나르 (베르세르크)가 된다. 가르다리키의 한 마을을 공격한 후, 그는 스베토비트 신전에서 예언자를 만난다. 예언자는 암레트에게 복수의 맹세를 기억하라고 지시하고, 그의 운명이 처녀 왕의 운명과 얽혀 있다고 말한다. 얼마 지나지 않아 그는 "형제 없는 피욀니르"가 노르웨이의 하랄드에게 왕위를 잃고 현재 아이슬란드에서 양치기로 살고 있다는 것을 알게 된다. 자신을 스렐 즉 노예로 위장한 암레트는 아이슬란드로 가는 배에 몰래 탑승한다. 그는 마녀라고 주장하는 슬라브 여인 올가를 만난다. 그들은 피욀니르의 농장으로 끌려가고, 암레트는 어머니가 피욀니르와 결혼하여 군나르라는 아들을 낳았다는 것을 알게 된다.
어느 날 밤, 암레트는 암여우를 따라가서 헤이미르를 살해한 피욀니르와 암레트 사이에 영매를 주선하는 마법사를 만난다. 헤이미르는 암레트에게 밤이나 헬헤임의 문에서만 뽑을 수 있는 마법 검인 드라우그에 대해 말해준다. 암레트는 분구묘에 들어가 그 주인인 언데드 마운드 드웰러에게서 검을 얻는다. 그는 농장으로 돌아와 검을 숨긴다. 다음 날, 암레트는 다른 농장과 크나틀레이크르 경기에 참가하도록 선택된다. 경기는 상대 팀의 리더가 자신과 암레트만 남을 때까지 잔혹하게 경기를 진행하면서 폭력적으로 변한다. 군나르(이복 형제라는 것을 모른 채 암레트를 존경한다)는 상대 선수를 유인하려다 거의 죽을 뻔했지만, 암레트가 그를 구하고 격렬하게 상대를 때려죽인다. 보상으로 피욀니르의 성인 아들 토리르는 그에게 감독관 직무를 부여하고 여자를 선택할 수 있게 한다.
저녁 축하 행사 동안 암레트와 올가는 사랑을 나눈다. 그들은 함께 피욀니르를 물리치겠다고 약속한다. 며칠 밤 동안 암레트는 피욀니르 영지의 주요 구성원들을 비정상적인 방식으로 살해하고, 그들의 박혀 있는 신체 부위를 끔찍한 말 모양으로 배치한다. 이로 인해 피욀니르와 전체 영지는 악령의 공격을 받고 있다고 믿게 된다. 올가는 음식 공급품에 강력한 환각제인 독버섯을 섞는다. 토리르는 기독교 노예들이 책임이 있다고 믿는다. 이로 인해 암레트는 피욀니르의 집에 들어갈 수 있게 된다. 암레트는 구드룬에게 자신의 정체를 드러내고, 구드룬은 자신이 아우르반딜의 노예였으며 암레트가 강간으로 임신되었다고 답한다. 구드룬은 또한 아우르반딜과 암레트 모두 죽기를 원했기 때문에 피욀니르의 쿠데타를 계획했다고 밝힌다. 그녀는 암레트를 유혹하려 하지만, 암레트는 잠시 후 그녀를 거부한다. 격분한 암레트는 토리르를 죽이고 그의 심장을 도려낸다.
구드룬은 암레트의 진짜 정체를 피욀니르에게 밝히고 암레트의 죽음을 요구한다. 피욀니르는 올가를 죽이기로 결정하지만, 암레트는 토리르의 심장과 올가의 생명을 교환하겠다고 제안한다. 암레트는 스스로 붙잡히고, 토리르의 심장 위치를 알아내기 위해 고문당한다. 암레트는 오딘이 보낸 까마귀 떼에 의해 구속에서 풀려나고 올가가 그를 구한다. 암레트는 복수심을 버리기로 결심하고, 둘은 배를 타고 오크니 제도에 있는 그의 친척들에게 도망치기로 결정한다. 배 안에서 암레트는 환영을 보고, 올가가 쌍둥이를 임신했으며 그들 중 한 명이 예언자가 예언한 처녀 왕이라는 것을 깨닫는다. 피욀니르가 살아있는 한 올가와 아이들이 결코 안전하지 않을 것이라는 것을 깨달은 암레트는 올가의 간청에도 불구하고 운명에서 벗어날 수 없다고 판단하여 배 밖으로 뛰어내려 육지로 헤엄쳐 간다.
농장으로 돌아온 암레트는 피욀니르의 남은 부하들을 죽이고 노예들을 해방시킨다. 피욀니르를 찾던 중 암레트는 구드룬과 군나르의 공격을 받고 부상을 입은 후 정당방위로 그들을 죽인다. 아내와 아들이 죽은 것을 발견한 피욀니르는 암레트에게 차갑게 헬헤임의 문, 즉 헤클라산 화산 분화구에서 만나자고 말한다. 암레트와 피욀니르는 벌거벗은 채 치열한 홀름강가 (결투)를 벌이고, 피욀니르의 목이 베이는 동시에 암레트도 칼에 찔려 쓰러진다. 죽어가면서 암레트는 올가가 그들의 두 아이를 안고 있는 환영을 본다. 올가는 아이들이 안전하다고 말한 후 암레트에게 놓아주라고 재촉한다. 발키리가 암레트를 발홀의 문을 통해 데려간다.

## 출연진
- 알렉산데르 스카르스고르드 - 암레트
- 니콜 키드먼 - 구드룬 여왕[3]
- 애니아 테일러조이[4] - 올가
- 이선 호크 - 호르웬딜 왕
- 윌럼 더포[5] - 헤이미르
- 비외르크 - 예언자
- 클레스 방[6] - 푤니르
- 머리 맥아더 - 하콘
- 이언 제라드 화이트
- 하프소르 율리우스 비외른손
- 케이트 디키[7] - 홀도라
- 구스타브 린드 - 토리르
- 잉그바르 에게르트 시귀르드손 - 마법사
- 이사도라 뱌르카르도티르 바니[8] - 멜코르카
- 랠프 아인슨[9] - 볼로디미르
- 오딘
- 발키리
- 릴리 버드 - 처녀왕

## 기타
- 에거스의 전작들과 달리 처음으로 A24에서 제작되지 않는 영화이다.